# Abdullah Al-Sudairy
Abdullah Al-Sudairy (2 febbraio 1992) è un calciatore saudita, portiere dell'Al-Taqadom.

## Carriera

### Club
Ha sempre giocato nel campionato saudita.

### Nazionale
Nel 2011 ha partecipato ai Mondiali Under-20.
Ha esordito in nazionale maggiore nel 2013.

## Palmarès

### Club

#### Competizioni nazionali
- Campionato saudita: 1

Al-Hilal: 2010-2011